# Fiais da Telha
Fiais da Telha (früher auch Fiães da Telha) ist ein Dorf in der Gemeinde Oliveira do Conde im mittelportugiesischen Kreis Carregal do Sal.
|  |

## Geschichte
Der Ort war zuvor als Bem Jazer bekannt und wurde bereits in der Stadtrechtsurkunde (Foral) für den damals eigenständigen Kreis Oliveira do Conde im Jahr 1516 erwähnt.

## Kultur und Sehenswürdigkeiten
Bekannt ist die Megalithanlage des Dólmen da Orca.
Der Kultur- und Sportverein Associação Recreativa e Desportiva de Fiais da Telha ist insbesondere mit seiner Fußballmannschaft aktiv.
Das Dorffest des hl. Antonius im Juni ist regional für seine Prozession, aber auch seine Laufwettbewerbe bekannt.

## Verkehr
Fiais da Telha liegt an der Eisenbahnstrecke Linha da Beira Alta, der eigene Haltepunkt wurde jedoch inzwischen geschlossen.
Nahe dem Ort verläuft die Schnellstraße IC12, die in südlicher Fahrtrichtung zur etwa 16 km entfernten Schnellstraße IP3 führt. In nördlicher Fahrtrichtung geht sie bald in die Nationalstraße N234 über und hat am 30 km entfernten Anschlusspunkt Mangualde eine Verbindung zur Autobahn A25.

## Wirtschaft
Im Ort sind holzverarbeitende Betriebe (insbesondere Möbelfertigung) und kleinere Betriebe des Baugewerbes ansässig. Der Einzelhandel ist mit Fischgeschäft, Metzger, einem Supermarkt und einem Haushaltsgerätegeschäft vertreten, dazu kommt Gastronomie.